# Comtat de Sant Miquel de Castellar
El comtat de Sant Miquel de Castellar és un títol nobiliari espanyol creat per Reial decret el 16 de juny de 1707 per Arxiduc pretendent Carles d'Àustria, amb la denominació de comte de Castellar a favor de Francesc d'Amat i de Planella, noble del Principat de Catalunya.
El 1923 va ser rehabilitat pel rei Alfonso XIII a favor de Joaquim de Vilallonga i de Càrcer, amb la denominació de comte de Sant Miquel de Castellar.

## Comtes de Sant Miquel de Castellar
| Titular                                         | Període                                         |                                                 |
| Creació per Arxiduc pretendent Carles d'Àustria | Creació per Arxiduc pretendent Carles d'Àustria | Creació per Arxiduc pretendent Carles d'Àustria |
| ----------------------------------------------- | ----------------------------------------------- | ----------------------------------------------- |
| I                                               | Francesc d'Amat i Planella                      | 1707-1714                                       |
| Rehabilitació per Alfonso XIII                  |                                                 |                                                 |
| II                                              | Joaquim de Vilallonga i Càrcer                  | 1923-1968                                       |
| III                                             | Joan Joaquim Vilallonga i Girona                | 1970-actual titular                             |

## Història
- Francesc d'Amat i Planella, I comte de Castellar.

Rehabilitat el 1923 per Alfonso XIII a favor de:
- Joaquín de Vilallonga i Càrcer, II comte de San Miquel de Castellar (nova denominació), fill de Luis de Vilallonga i Sentmenat, baró de Segur i de María dels Dolors de Càrcer i de Ros (1867-1939), VII marquesa de Castellbell, VII marquesa de Castellmeià, VI baronessa de Maldà i Maldanell.

1. Es va casar amb Isabel Girona i Villavechia i el va succeir el seu fill:

- Joan Joaquim de Vilallonga i Girona, III comte de San Miquel de Castellar.